# Trippenhuis
Le Trippenhuis est une maison de canal néo-classique situé en bord de canal, au centre d'Amsterdam. Il a été construit en 1660-1662 pour les riches marchands d'armes d'Amsterdam Louis et Hendrick Trip. De nombreuses références à l'armement sont visibles sur sa façade. Depuis 1887, il est le siège de l'Académie royale des arts et des sciences des Pays-Bas (KNAW).

## Histoire

### Création
|                       |  |                                                          |
| Gravure de la façade. |  | Vue du pignon arrière tel qu'il apparaît depuis la cour. |

Le bâtiment est conçu par l'architecte Justus Vingboons (en). C'est une maison double : deux grandes maisons sont construites derrière une seule façade à sept fenêtres pour les fils Louis et Hendrick de Jacob Trip et Margaretha de Geer, marchands d'armes, d'artillerie, de balles, de munitions, de fer et de goudron. C'est la plus grande façade de l'époque à Amsterdam et elle figure sur la liste des 100 meilleurs sites du patrimoine néerlandais (en). Les Trips chargent par ailleurs Ferdinand Bol de peindre Portrait des sœurs Trip et Portrait of Johanna de Geer and her Children as Charity, tous deux accrochés à l'origine dans le bâtiment,.
En 1730, la maison de droite est remodelée pour Elisabeth van Loon, mais la maison de gauche a encore beaucoup de ses détails d'origine, y compris les décorations de plafond de Nicolaes de Helt Stockade,.

### Koninklijk Instituut van Wetenschappen, Letteren et Schoone Kunsten

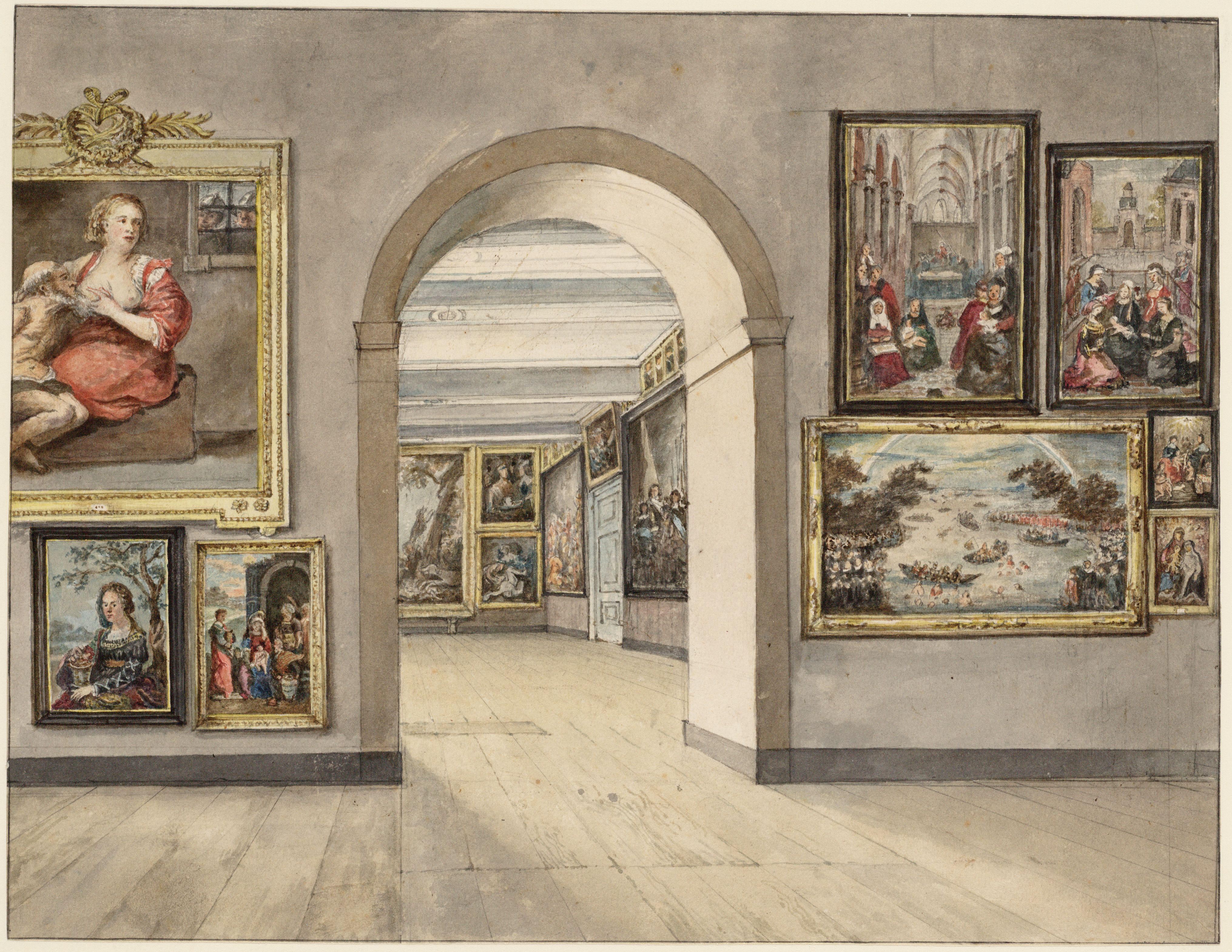
Intérieur du Trippenhuis avec la collection nationale, période 1825-1885.

En 1812, le Koninklijk Instituut van Wetenschappen, Letterkunde en Schoone Kunsten s'y installe, à l'origine du KNAW fondé en 1808 par Louis Bonaparte (avec le prédicat Koninklijk, signifiant Royal). L'autre moitié est utilisée par le marchand d'art Cornelis Sebille Roos (en). Après 1815, lorsque les Pays-Bas étaient gouvernés par le roi Guillaume Ier, les deux bâtiments sont réunis sous le nom de Koninklijk- Nederlandsch Instituut van Wetenschappen, Letterkunde en Schoone Kunsten et un musée national est ouvert dans l'ancien local de marchand d'art en 1817 en guise de suivi. à la galerie Prince William V (en). Il devient rapidement trop petit et les peintures modernes sont envoyées au Museum van Levende Meesters (en), situé à Haarlem,.

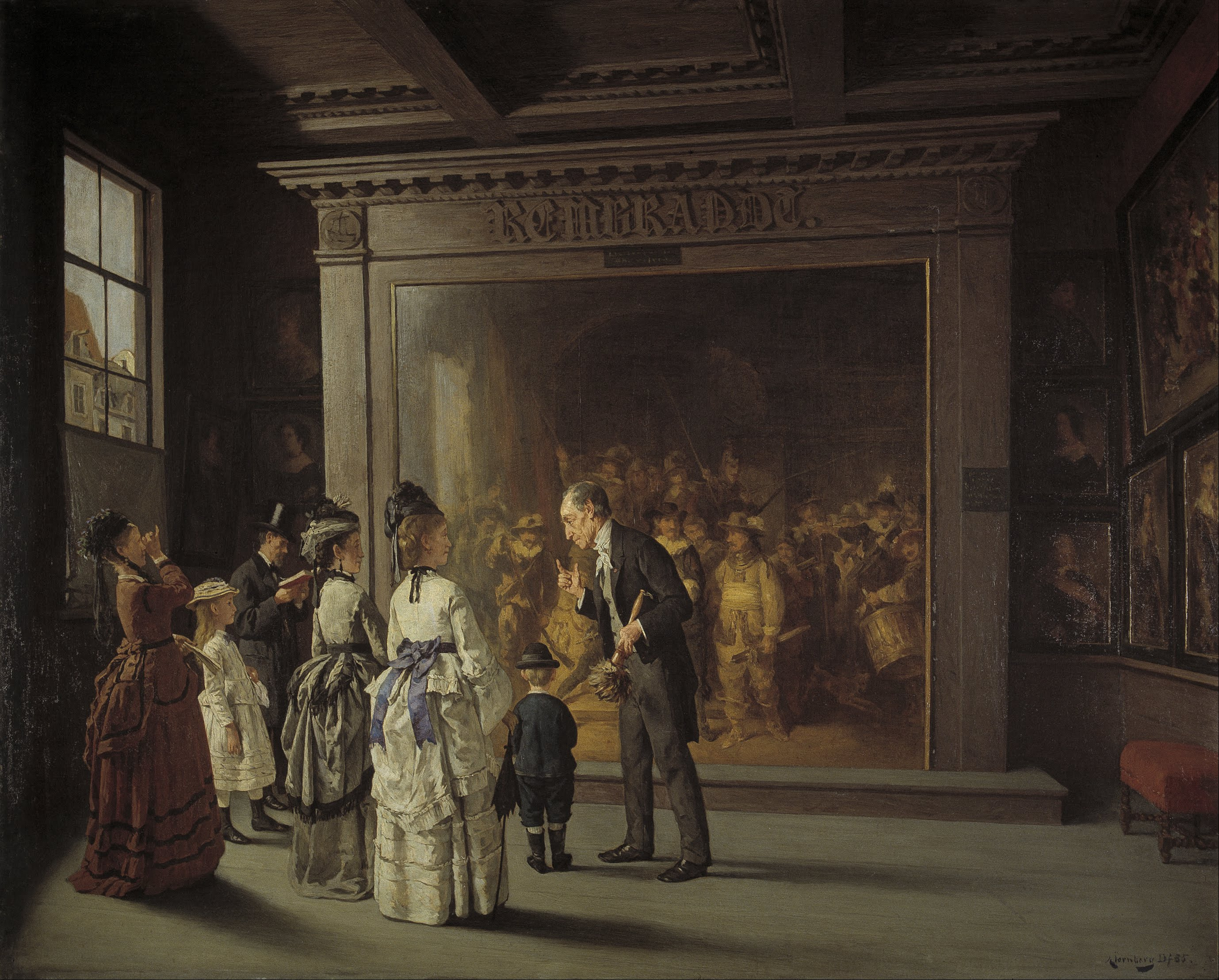
August Jernberg, Trippenhuis (1885, Musée d'art de Malmö), où l'on voit des visiteurs admirant La Ronde de nuit de Rembrandt.

Le tableau La Ronde de nuit, de Rembrandt, est accroché là jusqu'en 1885, date à laquelle il est transféré au nouveau Rijksmuseum. En 1851, la société est dissoute et rétablie sous le nom de Koninklijke Akademie van Wetenschappen, qui a hérité des archives des sociétés antérieures avec les lauréats et les détails des membres des quatre classes selon le modèle français créé à l'origine par Louis Napoléon : Mathématiques et Physique, Littérature et histoire néerlandaises, Littérature ancienne et orientale, Histoire et beaux-arts. Depuis 1938, la société s'appelle Koninklijke Nederlandse Akademie van Wetenschappen, bien que le prédicat royal ait été temporairement abandonné pendant la Seconde Guerre mondiale,.
En 2020, le Trippenhuis rénové remporte le prix d'architecture d'Amsterdam.

## Collection d'art

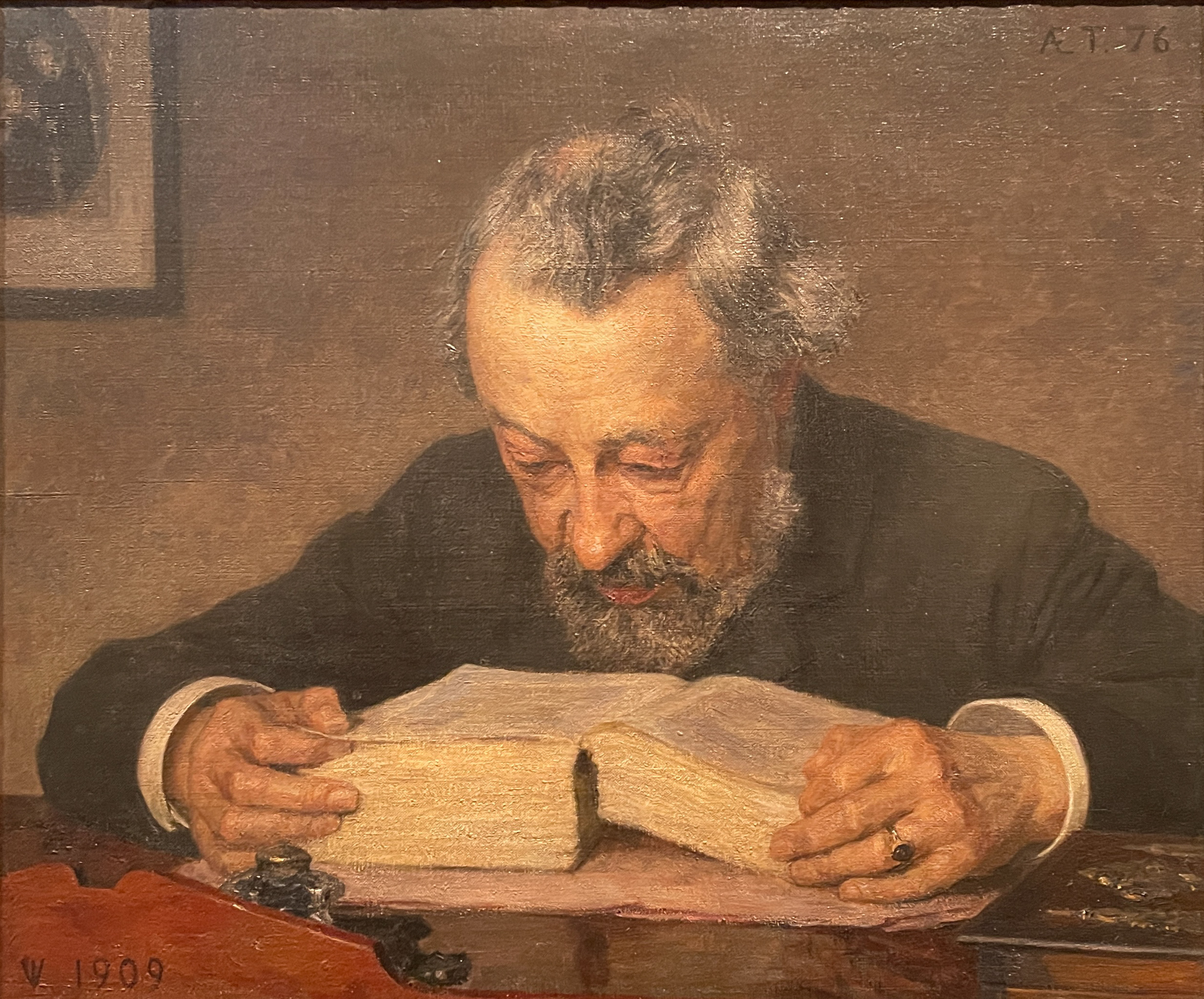
Jan Veth, Portrait de Johan Hendrik Caspar Kern (vers 1909).

La Trippenhuis conserve plusieurs pièces à valeur historique : des meubles datant de 1811 (les plus anciennes chaises) et 1887 (mobilier acheté après le déménagement au Rijksmuseum) ; trois des onze tableaux d'avant le déménagement (un grand portrait de la famille Van Loon par Dirck Metius de 1648, le Lavement des pieds du Christ, une copie d'après Rubens par un artiste inconnu et le Mucius Scaevola, d'un peintre inconnu) ainsi que des portraits dessinés, peints et sculptés et une vaste collection de médailles et de pièces de monnaie.